# Quarrata
Quarrata és un municipi italià, situat a la regió de la Toscana i a la província de Pistoia. L'any 2004 tenia 23.884 habitants.